# Foliáció (geológia)
A foliáció bármilyen ismétlődően előforduló, az egész kőzettestet átható sík szerkezeti jelleg. Elnevezésének eredete a latin "levél" többesszámú alakjából folium-folia. A metamorf kőzetek egy részénél, deformáció (irányított nyomás) és/vagy átkristályosodás hatására megjelenő, jellemző szerkezeti bélyeg. Ugyanabban a kőzetben egyszerre több irányú és többféle foliáció is jelen lehet. A foliáció gyűrtté válhat, vagy akár el is csavarodhat.

## Morfológiai változatai
- centiméteres vagy kisebb méretű szabályos rétegesség-sávosság;
- nem izometrikus ásványszemcsék kitüntetett síkokba való rendeződése;
- lencsés (vagy nyúlt) szemcsehalmazok kitüntetett síkokba való rendeződése.

## Típusai
- Palásság (schistosity) – Olyan deformáció és/vagy átkristályosodás hozza létre, amely a nem izometrikus szemcsék egy meghatározott irányba történő elrendeződését eredményezi. Azokban a filloszilikátban gazdag kőzetekben, amelyekben az egyes szemcsék túl kis méretűek ahhoz, hogy szabad szemmel láthatóak legyenek (például fillit), a palássági klivázs (slaty clevage) kifejezést használják a palásság helyett.
- Klivázs (cleavage) – Párhuzamos vagy közel párhuzamos, sűrűn elhelyezkedő, finomszemcsés anyagból álló felületek sorozatából áll, amelyet deformáció hozott létre, és amely mentén a kőzettest rendszerint előszeretettel elválik. Ugyanabban a kőzetben több irányú klivázs is jelen lehet. Általában kis- és közepesfokú metamorfitokban fordul elő.
- Gneiszes szerkezet – Kézipéldány méretben előforduló foliáció típus, amelyet deformáció és átkristályosodás hoz létre.